# سافا أثاناسيو
سافا أثاناسيو (بالرومانية: Sava Athanasiu)‏ (28 أبريل 1861 - 8 أبريل 1946) هو عالم جيولوجيا وعالم أحفوريات روماني.
ولد في روجينيتي في إقليم فرنتشيا، وأكمل مدرسة ثانوية خاصة في ياش حيث انجذب إلى العلوم الطبيعية من قبل معلمه غريغور كوبوليسيسكو. ثم التحق بكلية العلوم الطبيعية في جامعة أليكساندرو إيوان كوزا، حيث استمر كوبوليسكو كأستاذ له. من عام 1888 إلى عام 1892، كان مساعد كوبيليسكو في جامعة ياش. بصرف النظر عن تدريس الطلاب الأصغر سنا كانت إحدى مهامه هي تنظيم المجموعات الشاملة التي اشتراها معلمه بهدف إنشاء متحف. بعد وفاة الأخير عام 1892، تم اختياره كأستاذ بديل. في عام 1890، تم تعيينه من قبل مدرسته الثانوية السابقة، وفي عام 1891 من قبل (مدرسة لاسي التجارية). في عام 1895 التحق بجامعة فيينا حيث درس تحت الأساتذة إدوارد سوس وألبرخت بينك. حصل على الدكتوراه في عام 1899 بالدراسات الجيولوجية لشمال كاربات. من 1900 إلى 1909، درس في مدرسة ماتي باسراب الثانوية في بوخارست. كان أستاذاً بجامعة بوخارست في الفترة من 1910 إلى 1936، وعمل أيضًا في المعهد الجيولوجي الروماني من 1906 إلى 1930. وأجرى مجموعة واسعة من البحوث الميدانية، وكتب العديد من الكتب والدراسات حول اكتشافاته. انتخب عضوا في الأكاديمية الرومانية في يونيو 1920، وكان عضوا فخريا في يونيو 1945.